# Università europea Miguel de Cervantes
L’Università europea Miguel de Cervantes è una università privata spagnola.

## Organizzazione
L’ateneo ha 17 corsi di laurea, 11 tipologie di master e un programma di dottorato. Le lezioni sono impartite sia in presenza che online.

### Facoltà
- Facoltà di Scienze Sociali e Umanistiche
- Facoltà di Scienze della Salute
- Facoltà di Scienze Tecniche